# Donji Žabar
Donji Žabar (en serbe cyrillique : Доњи Жабар) est une localité et une municipalité de Bosnie-Herzégovine située dans la république serbe de Bosnie. Selon les premiers résultats du recensement bosnien de 2013, la localité intra muros compte 1 297 habitants et la municipalité 4 043.

## Géographie
La municipalité de Donji Žabar est située au nord-est de la Bosnie-Herzégovine. Elle est entourée par celle d'Orašje au nord, par celle de Šamac à l'ouest, par celle de Pelagićevo au sud-ouest et par le district de Brčko au sud-est et à l'est.

## Histoire
La municipalité de Donji Žabar était également connue sous le nom de Srpsko Orašje (Српско Орашје). Elle a été formée à la suite des accords de Dayton sur le territoire de la municipalité d'Orašje, l'autre partie de l'ancienne municipalité d'avant guerre faisant partie de la fédération de Bosnie-et-Herzégovine.

## Localités

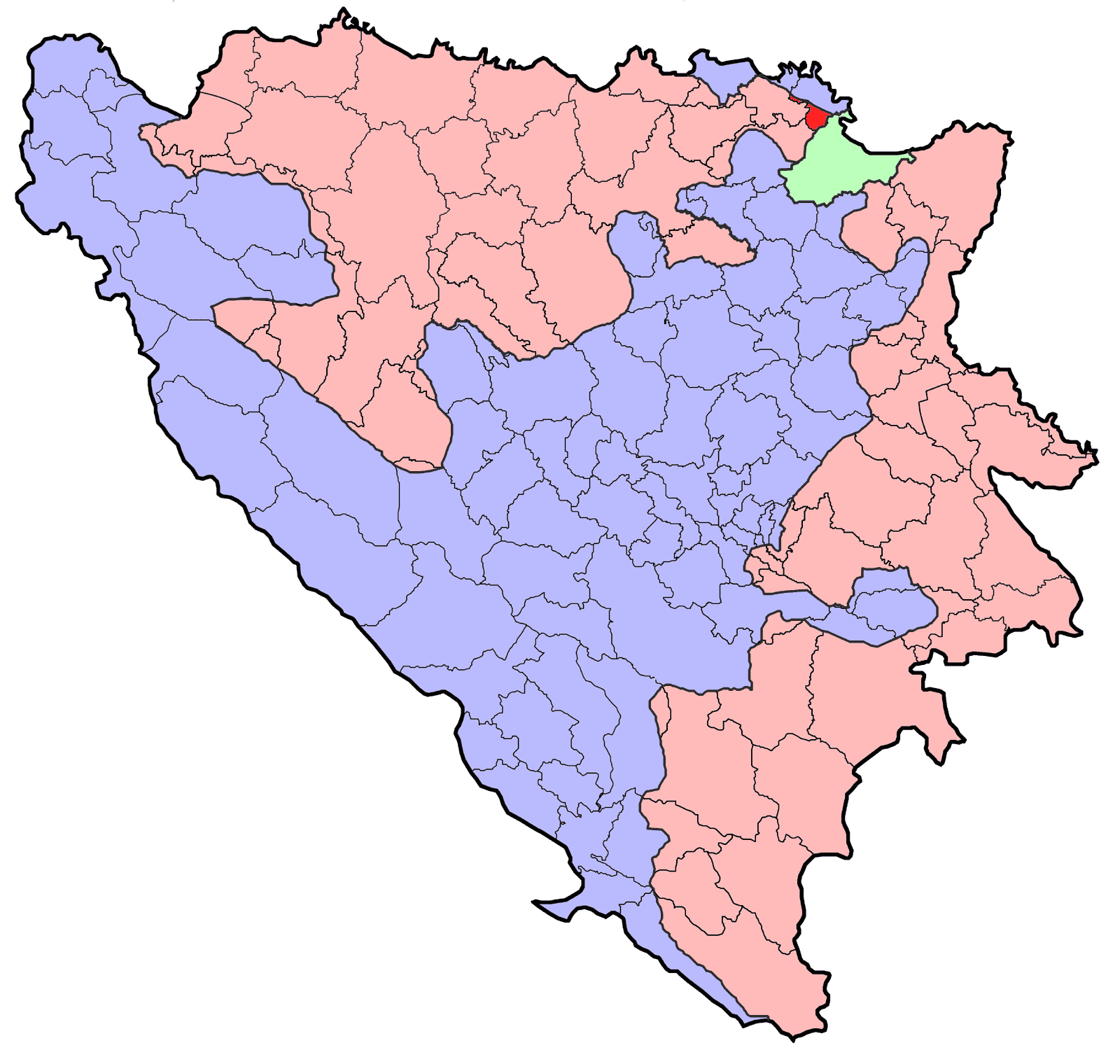
Localisation de la municipalité de Donji Žabar en Bosnie-Herzégovine

La municipalité de Donji Žabar compte 6 localités :
- Čović Polje
- Donji Žabar
- Jenjić
- Lepnica
- Lončari
- Oštra Luka

## Démographie

### Localitéintra muros

#### Évolution historique de la population dans la localité
| 1948 | 1953 | 1961  | 1971  | 1981  | 1991  | 2013  |
| ---- | ---- | ----- | ----- | ----- | ----- | ----- |
| -    | -    | 1 638 | 1 639 | 1 513 | 1 420 | 1 297 |

|  |

## Politique
À la suite des élections locales de 2012, les 13 sièges de l'assemblée municipale étaient répartis de la manière suivante :
| Parti                                               | Sièges |
| --------------------------------------------------- | ------ |
| Parti démocratique serbe (SDS)                      | 4      |
| Alliance des sociaux-démocrates indépendants (SNSD) | 3      |
| Parti radical serbe (SRS)                           | 2      |
| Parti démocratique (DP)                             | 1      |
| Parti démocratique national (NDS)                   | 1      |
| Alliance démocratique nationale (DNS)               | 1      |
| Parti socialiste (SP)                               | 1      |

Žеljkо Mаrјаnоvić a été élu maire de la municipalité.